# Karol Križan
Karol Križan (Žilina, 5 giugno 1980) è un ex hockeista su ghiaccio slovacco.
Giocava nel ruolo di portiere.

## Carriera

### Club
Križan dopo aver militato per diverse stagioni nella Extraliga slovacca nel settembre del 2005 fu ingaggiato dal Modo Hockey, squadra svedese della Elitserien con cui vinse il titolo nazionale nel 2007.
In occasione di una partita del Modo contro il Timrå IK fu capace di mettere a segno una rete e registrare allo stesso tempo uno shutout. Il 17 dicembre 2008 lasciò il Modo per trasferirsi all'HC Ambrì-Piotta. Concluse la stagione da primo portiere subentrando a Lorenzo Croce, Jonas Müller e all'infortunato Thomas Bäumle. Il 30 giugno 2009 fece ritorno in patria firmando un contratto con il MHC Martin.
Dopo un breve prestito all'HK Detva in 1.Liga Križan lasciò Martin il 2 gennaio 2011 firmando un contratto con gli svedesi del Växjö Lakers Hockey, militanti in Hockeyallsvenskan. Dopo aver conquistato la promozione in Elitserien a Križan non fu offerto alcun prolungamento del contratto. Il 28 luglio 2011 firmò un contratto annuale con la formazione italiana dello Sportverein Ritten-Renon.
Dopo alcuni mesi di attività nel gennaio del 2013 Križan firmò un contratto con il Nové Zámky, squadra iscritta nella MOL Liga, con un contratto valido fino al 2014. Nella primavera di quell'anno si trasferì in Norvegia presso i Tønsberg Vikings.

### Nazionale
Križan giocò con la nazionale della Slovacchia i mondiali dal 2004 al 2008, così come i giochi olimpici di Torino 2006.

## Palmarès

### Club
- Campionato svedese: 1

Modo: 2006-2007

### Individuale
- Extraliga All-Star Team: 2

2003-2004, 2004-2005
- Miglior percentuale parate in Elitserien: 1

2005-2006